# 國道2號 (韓國)
國道2號（韓語：국도 제2호선），又稱新安-釜山線（신안~부산선），是韓國的一條國家級公路，全長477.4公里。
西起全羅南道新安郡，東至釜山中區。大致與朝鮮半島南部海岸線平行。